# Багатозуба змія
Багатозуба змія (Sibynophis) — рід неотруйних змій родини Вужеві. Має 9 видів.

## Опис
Загальна довжина представників цього роду коливається від 30 до 80 см. Голова невелика, витягнута. Тулуб дуже тонкий та стрункий. Хвіст маленький. Особливістю є на верхній щелепі до 60 сплощених невеликих зубів, які утворюють суцільний рядок. Звідси й походить назва цих змій. Забарвлення здебільшого коричневе, сіре, оливкове з різними відтінками. Є види зі світлими або темними смугами. Голова набагато темніша за тулуб й хвіст.

## Спосіб життя
Полюбляють тропічні ліси, чагарники, хащі. Активні вдень. Живляться ящірками, дрібними гризунами, безхребетними.
Це яйцекладні змії.

## Розповсюдження
Мешкають у південній, південно—східній та деяких районах східної Азії.

## Види
- Sibynophis bistrigatus
- Sibynophis bivittatus
- Sibynophis chinensis
- Sibynophis collaris
- Sibynophis geminatus
- Sibynophis melanocephalus
- Sibynophis sagittarius
- Sibynophis subpunctatus
- Sibynophis triangularis